# Alberto González (schermidore)
Alberto Ignacio González Viaggio (Buenos Aires, 22 ottobre 1972) è un ex schermidore argentino.

## Palmarès
In carriera ha conseguito i seguenti risultati:
- Giochi panamericani:

Mar del Plata 1995: bronzo nel fioretto a squadre.